# 曾序勇
曾序勇，中华人民共和国政治人物、外交官。
1995年，担任中华人民共和国驻尼泊尔大使。2001年，接替张志祥担任中华人民共和国驻科威特大使。2003年，由吴久洪接任。